# Ла-Ронд
Ла-Ронд (фр. La Ronde) — коммуна во Франции, находится в регионе Пуату — Шаранта. Департамент коммуны — Шаранта Приморская. Входит в состав кантона Курсон. Округ коммуны — Ла-Рошель.
Код INSEE коммуны — 17303.

## Население
Население коммуны на 2010 год составляло 1078 человек.
| 1962 | 1968 | 1975 | 1982 | 1990 | 1999 | 2010 |
| ---- | ---- | ---- | ---- | ---- | ---- | ---- |
| 849  | 787  | 718  | 679  | 703  | 742  | 1078 |